# La Caverne tragique
Pour plus de détails, voir Fiche technique et Distribution.
La Caverne tragique (titre original : The Everlasting Whisper) est un western américain de 1925 réalisé par John G. Blystone et écrit par Wyndham Gittens.

## Fiche technique
- Réalisation : John G. Blystone
- Scénario : Wyndham Gittens, d'après un roman de Jackson Gregory

## Distribution
- Tom Mix : Mark King
- Alice Calhoun : Gloria Gaynor
- Robert Cain : Gratton
- George Berrell : le vieux Honeycutt
- Walter James : Aswin Brody
- Virginia Madison : Mrs. Gaynor
- Karl Dane : Jarrold